# Kings of Tennis by Index International 2012
Il Kings of Tennis by Index International 2012 è stato un torneo di tennis giocato sul cemento. È stata la 1ª edizione del Kings of Tennis by Index International, che fa parte dell'ATP Champions Tour.

## Partecipanti
| Nazionalità | Giocatore        |
| ----------- | ---------------- |
| Croazia     | Goran Ivanišević |
| Svezia      | Stefan Edberg    |
| Stati Uniti | John McEnroe     |
| Australia   | Pat Cash         |
| Svezia      | Magnus Larsson   |
| Svezia      | Mikael Pernfors  |
| Austria     | Thomas Muster    |
| Sudafrica   | Wayne Ferreira   |

- Valido per l'ATP Champions Tour

## Campione

### Singolare
John McEnroe ha battuto in finale  Magnus Larsson per 6-3, 3-6, 10-7.